# Nils Hansson i Ronneby
Nils Birger Hansson (riksdagen kallad Hansson i Ronneby), född 15 juni 1900 i Tottarp, död 17 juli 1983 i Ronneby, var en svensk jägmästare och politiker (folkpartist). Son till professorn och statsrådet Nils Hansson.
Efter studier vid Stockholms högskola och Skogshögskolan tog Nils Hansson anställning vid Domänverket 1925. Han var länsjägmästare i Blekinge län 1931–1966.
Han var riksdagsledamot i första kammaren 1952–1967 för Blekinge läns och Kristianstads läns valkrets. I riksdagen var han ledamot i jordbruksutskottet 1955–1963 samt 1965–1967. Mellan 1959 och 1963 var han också vice ordförande i folkpartiets förstakammargrupp. Han engagerade sig särskilt i skogspolitiken samt i idrottsfrågor.
Vid sidan av politiken var han engagerad i idrottsrörelsen, bland annat som ordförande i Blekinge idrottsförbund 1936–1956 och ledamot i Riksidrottsförbundets överstyrelse 1939–1959.